# Qabus bin Said

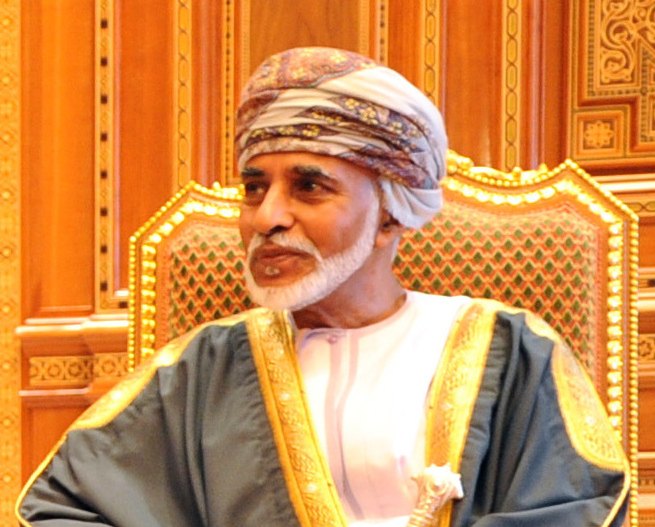
Qabus bin Said (2013)

Qabus bin Sa'id Al Sa'id (arabisch قابوس بن سعيد آل سعيد, DMG Qābūs b. Saʿīd Āl Saʿīd; * 18. November 1940 in Salala; † 10. Januar 2020 in Maskat) war vom 23. Juli 1970 bis zu seinem Tod Sultan von Oman.

## Leben

### Jugend und Ausbildung
Qabus bin Said war einziger Sohn von Sultan Said ibn Taimur und dessen zweiter Frau Prinzessin Mazun. Er ist in direkter Linie der achte Nachkomme der 1741 von Imam Ahmad ibn Sa'id begründeten Al-Bu-Sa'id-Dynastie. Seine Kindheit verbrachte er in Salala, wo er von einem arabischen Gelehrten unterrichtet wurde. Mit 17 Jahren wurde er im September 1958 von seinem Vater auf eine Privatschule nach Bury St Edmunds (Vereinigtes Königreich) geschickt. 1960 trat er als Kadett in die Königliche Militärakademie in Sandhurst ein. Danach wurde er 1962 als Second Lieutenant in ein britisches Infanterie-Bataillon der Rheinarmee beordert und tat sieben Monate lang Dienst in Minden. Damit war die Hoffnung verknüpft, Erfahrungen für den Aufbau einer modernen omanischen Armee zu sammeln.
Nach seiner Dienstzeit wurde er im Vereinigten Königreich in administrativen und wirtschaftlichen Dingen geschult, um später in Oman eine moderne Verwaltung aufbauen zu können. Danach ging er in Begleitung des britischen Majors Leslie Chauncey auf eine dreimonatige Weltreise. 1964 kehrte Qabus nach Oman zurück und verbrachte auf Wunsch seines Vaters die nächsten sechs Jahre in Salala. Nach offiziellen Angaben beschäftigte er sich während dieser Zeit mit dem Studium des Islams sowie der kulturellen und historischen Vergangenheit seines Landes. Said ibn Taimur hielt seinen Sohn von den Regierungsgeschäften fern und beschränkte seine sozialen Kontakte auf eine ausgesuchte Gruppe an Palastangestellten und Briten. Trotz dieser Isolation blieb Qabus die Rückständigkeit seines Landes nicht verborgen. Ob die Pläne zur Machtübernahme auf seine Initiative zurückgehen, bleibt unklar – die britische Regierung unter Harold Wilson begrüßte sie jedenfalls. Autoren wie Ian Cobain und John Beasant gehen von einer Planung durch den britischen Geheimdienst aus. Laut Beasant fungierte der Nachrichtenoffizier Timothy Landon, der Zugang zu Qabus hatte, als Verbindungsmann zwischen Qabus' Gruppe und den Briten.

### Machtergreifung
Am 23. Juli 1970 setzte er seinen Vater mit Hilfe des jungen Scheichs Buraik ibn Hamud al-Ghafiri durch einen Staatsstreich ab. Dieser hätte unblutig ablaufen sollen, doch war Sultan Said ibn Taimur nicht ohne weiteres bereit aufzugeben. Obwohl er von den meisten seiner Gefolgsleute verlassen war, unternahm er einen letzten verzweifelten Widerstandsversuch. Er zückte seine automatische Pistole und schoss wild um sich. Dabei wurde Buraik in den Schenkel getroffen. Nachdem der Sultan sein Magazin leer geschossen hatte, versuchte er nachzuladen. Vor Aufregung schoss er sich dabei selbst in den Fuß und beendete so die Auseinandersetzung. Danach fügte er sich seinem Schicksal und unterzeichnete die Abdankungsurkunde. Nach einer ersten ärztlichen Versorgung wurde er nach London ins Exil geflogen, wo er zwei Jahre später im Hotel The Dorchester verstarb.

### Herrschaft
Zunächst war Qabus mit der Sicherung seiner Herrschaft beschäftigt. Erst mit der Absetzung von Premier Tariq konnte er persönlich die Regierung übernehmen. In der Folgezeit war die Bekämpfung der vom Südjemen unterstützten sozialistisch orientierten Guerillabewegung in Dhofar das wichtigste Ziel der Innenpolitik. Nachdem die Guerillabewegung Volksfront für die Befreiung Omans bei Regierungsantritt große Teile von Dhofar kontrolliert hatte, gelang der Regierung mit britischer und iranischer Unterstützung die Zurückdrängung der Aufständischen, die 1972 bei Mirbat eine schwere Niederlage erlitten. Mit Hilfe einer Amnestie konnte Dhofar bis 1975 wieder befriedet werden. Der umstrittene britische private Militärdienstleister Keenie Meenie Services, der aus SAS-Veteranen bestand, erhielt einen Vertrag zum Trainieren von Spezialkräften. Investigativautor Nick Davies sieht darin ein Dankeschön für die Unterstützung des SAS beim Putsch 1970.
Seit der Regierungsübernahme war Qabus um eine Öffnung und Modernisierung des Landes bemüht. Neben der Aufhebung von Ein- und Ausreisebeschränkungen trat Oman noch 1971 der UNO und der Arabischen Liga bei. Durch die Ölkrise von 1973 und die steigenden Preise für Erdöl konnte Oman hohe Einnahmen erzielen, die in die Modernisierung der Infrastruktur, des Bildungs- und Gesundheitswesens investiert wurden. Für diese Ziele wurde mit Hilfe des IWF ein erster Fünfjahresplan für 1976 bis 1980 aufgestellt. Seit den 1980er Jahren liegt der Schwerpunkt der Investitionen mehr im Bereich der industriellen Entwicklung und der Modernisierung der Landwirtschaft. Allerdings ist Oman weiterhin stark von Erdölexporten abhängig.
Es gelang unter Qabus, die Feudalgesellschaft Omans in wenigen Jahrzehnten unter Beibehaltung der Traditionen in eine moderne Industriegesellschaft umzuwandeln. Seit 1981 wird im Rahmen des Golf-Kooperationsrates eine verstärkte wirtschaftliche Zusammenarbeit mit den Nachbarstaaten angestrebt. Trotz der weitreichenden Modernisierung der Gesellschaft hat eine Liberalisierung des politischen Lebens bisher nicht stattgefunden.
Qabus war Premier-, Verteidigungs-, Finanz- und Außenminister sowie Präsident der Zentralbank Omans. Seit 1991 besteht ein beratender Staatsrat, dessen Mitglieder auf der lokalen Ebene bestimmt werden.
Qabus rief 1976 ein Projekt ins Leben, um die in Oman 1972 ausgerotteten schneeweißen arabischen Oryx-Antilopen (Oryx leucoryx) wieder in der omanischen Wüste anzusiedeln. Außerdem stiftete er den „Sultan Qaboos Environment Prize“, der alle zwei Jahre von der UNESCO für Verdienste um den Umweltschutz verliehen wird. Im Jahr 2007 wurde das Projekt „Arabian Oryx Sanctuary“ jedoch wieder eingestellt.
Im März 2011 kündigte Qabus nach Demonstrationen in Maskat Verfassungsreformen an. Oman sollte von einer absoluten zu einer konstitutionellen Monarchie umgestaltet werden. Dies wurde jedoch bis zu seinem Tod nicht realisiert.

## Persönliches
Sultan Qabus galt als liberaler Muslim der ibaditischen Richtung. Die Ibaditen stellen in Oman traditionell die Herrscher. Wegen der starken Zuwanderung von sunnitischen Einwanderern ist heute jedoch unklar, ob die Ibaditen noch die Mehrheit in Oman stellen. Sultan Qabus hat den Bau zahlreicher Moscheen finanziert, u. a. die Große Sultan-Qabus-Moschee im Stadtteil Busher von Maskat, die Sultan-Qabus-Moschee in Salala, die Said-ibn-Taimur-Moschee im Stadtteil Al-Khuwair in Maskat (im Andenken an seinen Vater) oder die Mazun-Moschee (in Andenken an seine Mutter), aber auch den von Versammlungsstätten anderer Religionsgemeinschaften (protestantischer und katholischer Kirchen sowie Hindu-Tempel).
Der Sultan war ein Liebhaber klassischer Musik. Auf seine Initiative hin wurde 1985 das Königliche Sinfonieorchester Omans gegründet, das ausschließlich aus omanischen Musikern besteht. Der musikalische Nachwuchs wurde staatlich in Internaten gefördert. 2011 wurde das Königliche Opernhaus in Maskat eröffnet.
Sultan Qabus heiratete am 22. März 1976 in Maskat seine Cousine Prinzessin Sayyida Kamila bint Tariq Al Sa'id (* 20. November 1951). Die kinderlose Ehe wurde allerdings nach drei Jahren geschieden; danach heiratete Qabus nicht wieder. Im Oman und in den Nachbarländern galt Qabus' Homosexualität als offenes Geheimnis; öffentliche Spekulationen darüber blieben aufgrund der homophoben Grundstimmung und der Gesetzgebung in diesen Ländern aus.
Die Nachfolge und damit der Fortbestand der Sa'id-Dynastie und der Monarchie für die Zukunft sind jedoch in der omanischen Verfassung von 1996 geregelt. Demzufolge soll der Kronrat, der aus 50 männlichen Mitgliedern der Herrscherfamilie besteht, innerhalb von drei Tagen nach dem Tod eines Sultans seinen Nachfolger bestimmen. Wenn sich der Kronrat auf keinen Nachfolger einigen kann, sollten die Mitglieder des Verteidigungsrats, der Vorsitzende des Obersten Gerichts, der Konsultativrat und der Staatsrat gemeinsam einen versiegelten Umschlag öffnen, in dem Sultan Qabus den Thronnachfolger seiner Wahl benannt hatte, und die dort genannte Person inthronisieren.
Wegen einer Darmkrebs-Erkrankung reiste Qabus bin Said im Juli 2014 zur medizinischen Behandlung nach Deutschland und kehrte nach acht Monaten im März 2015 – nach offiziellen Angaben vollkommen geheilt – wieder nach Oman zurück. Im Dezember 2019 kam Qabus nach Löwen in Belgien, um sich im dortigen Universitätskrankenhaus (Universitair Ziekenhuis Leuven, abgekürzt UZ Leuven) einer mehrwöchigen Behandlung zu unterziehen. In einer Pressemitteilung informierte das Krankenhaus nach wenigen Tagen darüber, dass die Behandlung in Absprache mit dem Patienten beendet wurde und Qabus wieder nach Oman zurückgekehrt sei. Er starb am 10. Januar 2020 im Alter von 79 Jahren im Amt. Nachfolger wurde sein Cousin Haitham ibn Tariq.

## Königliche Anwesen und Jachten
Sultan Qabus verfügte über insgesamt acht königliche Palastanlagen (beispielsweise den al-Alam-Palast in Maskat) sowie zwei königliche Jachten: die Al Said und die neuere und größere Fulk Al Salamah nebst Begleitschiff. In Deutschland gehörte ihm eine Sommerresidenz bei Garmisch-Partenkirchen.
In Wien besaß Sultan Qabus die „Angervilla“, die zuvor im Eigentum von König Hussein von Jordanien war und von diesem aufwendig renoviert worden war.